# Waterfall (chanson)
Singles représentant la Géorgie au Concours Eurovision de la chanson
I'm a Joker
(2012)
Waterfall est une chanson de Sopho Gelovani et Nodiko Tatishvili et est le titre qui représente la Géorgie au Concours Eurovision de la chanson 2013 qui a eu lieu à Malmö en Suède. Elle a été écrite par le producteur suédois Thomas G:son et Erik Bernholm.
Arrivée dixième lors de la seconde demi-finale, la chanson se qualifie pour la finale du 18 mai 2013 et obtient la 15e place.